# من شوهر می‌خواهم
من شوهر می‌خواهم فیلمی به کارگردانی جواد قائم مقامی و نویسندگی رضا شمشادیان و جواد قائم مقامی محصول سال ۱۳۴۷ است.

## خلاصه داستان
«آذر» به رغم نظر پدرش با جوان فقیری به نام «جواد» قرار ازدواج گذاشته‌است.

## بازیگران
- جواد قائم‌مقامی
- علی تابش
- طاهره غفاری
- هوشنگ بهشتی
- داریوش اسدزاده
- مهدی قلی صفاپور
- محمود پیراسته
- علی دهقان
- حسن شاهین
- احمد قدکچیان
- محمدتقی کهنمویی
- حسن رضایی
- ایران قادری
- رضا بانکی
- بهرام کرامتی